# Immergentia californica
Immergentia californica är en mossdjursart som beskrevs av Silén 1946. Immergentia californica ingår i släktet Immergentia och familjen Immergentiidae. Inga underarter finns listade i Catalogue of Life.